# Liste der Träger des Order of the Republic of The Gambia (Grand Commander)

Bandschnalle „Order of the Republic of The Gambia“

In der Liste der Träger des Order of the Republic of The Gambia, Grand Commander sind Personen oder Organisationen gelistet, die den Orden Order of the Republic of The Gambia der Stufe Grand Commander (GCRG) erhalten haben.
Die Liste ist noch unvollständig und soll stetig erweitert werden.

## Träger
Jahr der Verleihung nicht bekannt
- Assan Musa Camara, Politiker[1]
- Alhaji Momodou Baboucar Njie, Politiker[2]
- Yahya Jammeh, Staatsoberhaupt von Gambia

1972
- Chiang Kai-shek, Präsident der Republik China

1974
- Königin Elisabeth II., Staatsoberhaupt des Vereinigten Königreichs (GCRG Honorary)[3]

2004
- Edward David Singhatey, Secretary of State for Trade, Industry and Employment[5]

2005
- Lt. General Papa Khalilou Fall, Chief of Defence Staff der senegalesische Streitkräfte (GCRG Honorary)

2006
- Mohammed VI., König von Marokko am 20. Februar 2006 (GCRG Honorary)

2008
- Levy Patrick Mwanawasa, Präsident von Sambia (GCRG Honorary)[7]
- Pedro Verona Rodriguez Pires, Präsident von Kap Verde (GCRG Honorary)[7]
- Ernest Bai Koroma, Präsident von Sierra Leone (GCRG Honorary)[8]

2009
- Muammar al-Gaddafi, libyscher Staatschef (GCRG Honorary)[9]

2012
- Ma Ying-jeou, Präsident von Taiwan (GCRG Honorary)[10]

2020
- Adama Barrow, Präsident von Gambia[11]
- Alh. Momodou Njie, Fußballspieler (posthum)[12]

2023
- Akinwumi Adesina, Präsident der Afrikanischen Entwicklungsbank (AfEB) (GCRG Honorary)[13]
- Badara Alieu Joof, Vizepräsident von Gambia (posthum)[14]

2024
- Muhammad Al-Jasser, Präsident der Islamischen Entwicklungsbank (IDB) (GCRG Honorary)[15]